# Celerena
Celerena is een geslacht van vlinders van de familie spanners (Geometridae), uit de onderfamilie Desmobathrinae.

## Soorten
- C. andamana Felder, 1875
- C. angustisignata Prout, 1917
- C. aurata Warren, 1899
- C. cana Warren, 1896
- C. commutata Walker, 1865
- C. divisa Walker, 1862
- C. exacta Warren, 1899
- C. latiflava Warren, 1896
- C. lerne Boisduval, 1832
- C. mitis Warren, 1899
- C. mutata Walker, 1865
- C. mutatipes Prout, 1916
- C. obiana Prout, 1910
- C. palawanica Pagenstecher, 1890
- C. pallidicolor Warren, 1894
- C. perithea Cramer, 1777
- C. probola Prout, 1916
- C. prodroma Meyrick, 1886
- C. proxima Walker, 1865
- C. recurvata Walker, 1865
- C. reversa Warren, 1897
- C. semperi Prout, 1916
- C. signata Warren, 1898
- C. spreta Walker, 1865
- C. substigmaria Warren, 1904
- C. triflava Warren, 1896
- C. vulgaris Butler, 1876
- C. waigeuensis Joicey & Talbot, 1917